# Geelbruin neplantaarntje
Het geelbruin neplantaarntje (Lindbladia tubulina) is een slijmzwam behoren tot de familie Cribrariaceae. Het komt voor in naaldbos en gemengde bos.

## Kenmerken

### Uiterlijke kenmerken
De sporangia zijn cilindrisch en kunnen een diameter van 1 tot 25 cm bereiken, met een dikte van 2 tot 10 mm. De buitenste schil is zwart of donkerbruin en bestaat uit onvolledig ontwikkelde peridiale wanden en sporen, terwijl het binnenste okerkleurig tot olijfgroen is. De sporangia hebben een ruwe structuur met bolvormige uiteinden, die 0,4 tot 0,8 mm groot zijn. Sporocarpen staan vrij of tegen elkaar. Ze zijn vaak vergroeid en vormen een pseudoaethalium met een bultig oppervlak.
De hypothallus is vaak meerlagig en vormt een sponsachtige ondergrond voor het vruchtlichaam. Het peridium is een glanzende, doorzichtige huidlaag, die buiten glad en binnen gedeeltelijk gegroefd is, met kleine deukjes van 0,4 tot 0,8 µm. 

### Microscopische kenmerken
Er is geen capillitium of pseudocapillitium aanwezig. De sporen zijn oker- tot olijfbruin en hebben een diameter van 5 tot 7 µm. De sporen zijn geelbruin bijna glad en bezet met zeer kleine wratjes.

## Verspreiding
Lindbladia tubulina is wijdverspreid. Er zijn waarnemingen uit Sri Lanka, Japan, Noord-Amerika van Canada tot Texas, evenals uit Europa van Scandinavië tot Portugal. Vondsten in de Neotropen ontbreken. In Nederland komt het geelbruin neplantaarntje zeer zeldzaam voor.

## Ecologie
Veel exemplaren werden aangetroffen op dood hout, takken of naalden van naaldbomen, minder vaak op loofhout. Seizoensgebonden worden ze gevonden van de late lente (april) tot de vroege herfst (oktober).